# United Artists of Revolution (álbum)
United Artists of Revolution es el primer álbum musical del grupo Riot Propaganda, editado en 2013. Supuso la unión de los grupos Habeas Corpus y   Los Chikos del Maíz, con la colaboración de Panxo de ZOO como DJ.

## Lista de canciones
1. Intro (1:30)
2. Guerras Púnicas (3:51)
3. Riot Propaganda (3:41)
4. Dignidad, guitarras y cintas de vídeo (4:18)
5. El miedo va a cambiar de bando (3:26)
6. Hasta la victoria siempre (3:34)
7. El peso del tiempo (con Jerry Coke) (4:14)
8. Outro (3:21)

- Datos: Q28937547